# Vórtices viles

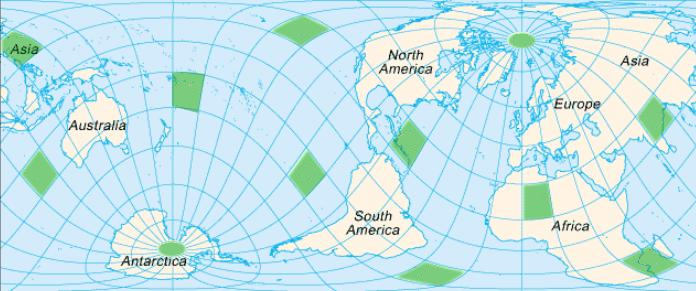
Mapamundi de los vórtices viles.

Los vórtices viles son doce supuestos lugares en el mundo donde suceden desapariciones inexplicables, según Ivan T. Sanderson. Él los identificó en el artículo "The Twelve Devil's Graveyards Around the World" (Los doce cementerios del Diablo alrededor del mundo), publicado en 1972 en la revista Saga. 
Sin embargo, en ninguno de estos casos (incluyendo el Triángulo de las Bermudas) se ha podido demostrar que tengan alguna característica misteriosa.

Las afirmaciones con respecto a su misterio no son tomadas en serio en la comunidad científica.
Ninguno de los vórtices es reconocido por los navegantes y habitantes del lugar correspondiente.

## Historia
Sanderson asegura que los doce "vórtices" están situados a lo largo de líneas de latitud particulares.
El más conocido de los llamados "vórtices" es el Triángulo de las Bermudas. Otros autores incluyen a los megalitos argelinos al sur de Tombuctú, el valle del Indo en Pakistán, especialmente la ciudad de Mohenjo-Daro, el volcán Hamakulia en Hawái, el "Mar del Diablo" cerca de Japón y la Anomalía del Atlántico Sur. Cinco de los vórtices están en la misma latitud al sur del Ecuador; cinco están en la misma latitud al norte. Los otros dos son los polos Norte y Sur.
La idea ha sido tomada por otros escritores sobre los fenómenos paranormales, que argumentan que los vórtices están conectados a "energía espiritual", "líneas Ley", o "aberraciones electromagnéticas".
Paul Begg, en una serie de artículos para la revista The Unexplained, criticaba la metodología de los escritores sobre el tema de las desapariciones inexplicables. Él revisó registros originales de los supuestos incidentes. Con frecuencia, halló que los barcos "desaparecidos misteriosamente" se habían perdido por causas más terrenales (véase por ejemplo, SS Raifuku Maru). Algunos se hundieron en tormentas, aunque los escritores sobre los vórtices afirmaban que el clima era normal en aquel momento. En otros casos, las ubicaciones de los hundimientos eran cambiadas para encajar con la ubicación del vórtice. A veces no se encontraba registro alguno del barco, porque este nunca existió.

### Supuestos vórtices viles
- Triángulo de las Bermudas
- Mar del Diablo
- Isla de Pascua (en algunas versiones)
- Cerro Moreno